# David Allara
David L. Allara är en amerikansk kemist.
Allara tog 1959 en bachelorexamen (B.S.) från University of California, Berkeley, och 1964 en Ph.D.-examen från University of California, Los Angeles. Han har arbetat vid Bell Laboratories och är för närvarande professor i polymervetenskap och polymerkemi vid Pennsylvania State University.
Hans forskningsområde är ytkemi och närliggande områden.
Allara är ledamot av American Association for the Advancement of Science sedan 1997. Han promoverades 2003 till teknologie hedersdoktor vid Linköpings universitet.